# قائمة الانقلابات ومحاولات الانقلاب منذ 2010
هذه قائمة عن الانقلابات ومحاولات الانقلاب منذ عام 2010.

## الانقلابات ومحاولات الانقلاب منذ 2010

### أفريقيا

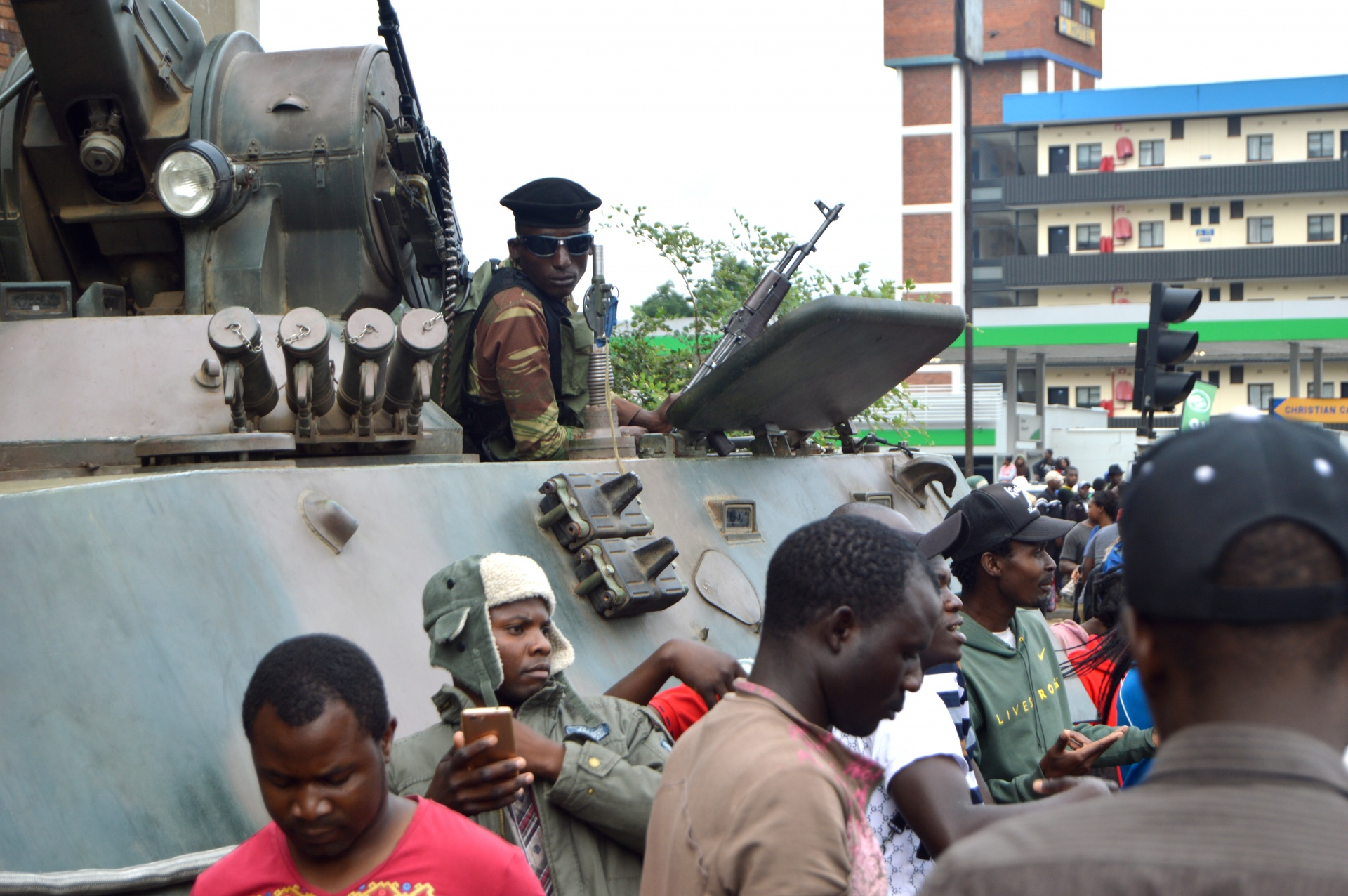
دبابة في وسط مدينة هراري

−	

| الحدث                                               | التاريخ                       | انقلاب/محاولة انقلاب | البلد                       | مُتزعّم(وا) الانقلاب                                                                      | رئيس الدولة/الحكومة | ملاحظات | المراجع                     |
| --------------------------------------------------- | ----------------------------- | -------------------- | --------------------------- | --------------------------------------------------------------------------------------- | --- | --- | --------------------------- |
| انقلاب النيجر 2010                                  | 18 فبراير                     | انقلاب               | النيجر                      | سالو جيبو                                                                               | الرئيس تانجي مامادو | اختطاف الرئيس وانتخاب زعيم المعارضة في السلطة. | [ 1 ]                       |
| الاضطرابات العسكرية في غينيا بيساو 2010             | 1 أبريل                       | محاولة انقلاب        | غينيا بيساو                 | الأدميرال بوبو نا تشوتو نائب رئيس أركان الجيش أنطونيو ندجاي                             | رئيس الوزراء كارلوس غوميز جونيور | تم القبض على قائد الجيش واعتقل رئيس الوزراء لفترة وجيزة من قبل ضباط الجيش. | [ 2 ]                       |
| محاولة الانقلاب في مدغشقر 2010                      | 17 – 18 نوفمبر                | محاولة انقلاب        | مدغشقر                      | راكوتوناندراسانانا وزير الدفاع السابق والعقيد أندرياناسوافيانا، رئيس قوات التدخل الخاصة | الرئيس أندريه راجولينا | | [ 3 ]                       |
| محاولة الانقلاب في جمهورية الكونغو الديمقراطية 2011 | 27 فبراير                     | محاولة انقلاب        | جمهورية الكونغو الديمقراطية | غير معروف                                                                               | الرئيس جوزيف كابيلا | قُتل ستة أشخاص في هجوم على مقر إقامة رئيس جمهورية الكونغو الديمقراطية. | [ 4 ]                       |
| محاولة الانقلاب في النيجر 2011                      | 26 يوليو                      | محاولة انقلاب        | النيجر                      | غير معروف                                                                               | الرئيس محمد يوسفو | تم اعتقال خمسة جنود. | [ 5 ]                       |
| محاولة الانقلاب في غينيا بيساو 2011                 | 26 ديسمبر                     | محاولة انقلاب        | غينيا بيساو                 | قائد البحرية ناتشوتو بوبو                                                               | الرئيس مالام باكاي سانها | | [وصلة مكسورة]               |
| انقلاب مالي 2012                                    | 22 مارس                       | انقلاب               | مالي                        | القائد أمادو سانوغو                                                                     | الرئيس أمادو توماني توري | | [ 7 ]                       |
| الأزمة الدستورية في مالاوي 2012                     | 5 أبريل                       | محاولة انقلاب        | مالاوي                      | بيتر موثاريكا                                                                           | الرئيس جويس باندا | | [ 8 ]                       |
| محاولة الانقلاب المضاد في مالي 2012                 | 30 أبريل – 1 مايو             | محاولة انقلاب        | مالي                        | أنصار أمادو توماني توري                                                                 | الرئيس بالنيابة ديونكوندا تراوري، ورئيس الوزراء بالنيابة، شيخ موديبو ديارا، وزعيم الانقلاب ورئيس اللجنة الوطنية لاستعادة الديمقراطية ودولة مالي الكابتن أمادو سانوغو أمادو سانوغو | | [ 9 ] [ 10 ]                |
| محاولة الانقلاب في ساحل العاج 2012                  | 13 يونيو                      | محاولة انقلاب        | ساحل العاج                  | أنصار لوران غباغبو                                                                      | الرئيس الحسن واتارا | | [ 11 ]                      |
| محاولة الانقلاب في السودان 2012                     | 22 نوفمبر                     | محاولة انقلاب        | السودان                     | غير معروف                                                                               | الرئيس عمر البشير | | [وصلة مكسورة]               |
| تمرد الجيش الإريتري 2013                            | 21 يناير                      | محاولة انقلاب        | إريتريا                     | غير معروف                                                                               | الرئيس أسياس أفورقي | | [ 13 ]                      |
| محاولة الانقلاب في بننن 2013                        | 4 مارس                        | محاولة انقلاب        | بنين                        | العقيد بامفيل زوماهون                                                                   | الرئيس يايي بوني | | [ 14 ]                      |
| محاولة االانقلاب في ليبيا (أبريل 2013)              | 17 أبريل                      | محاولة انقلاب        | ليبيا                       | معمر القذافي أنصار                                                                      | رئيس الوزراء علي زيدان | | [ 15 ]                      |
| محاولة الانقلاب قي جزر القمر 2013                   | 20 أبريل                      | محاولة انقلاب        | جزر القمر                   | غير معروف                                                                               | الرئيس إكليل ظنين | | [ 16 ]                      |
| محاولة الانقلاب في تشاد 2013                        | 1 مايو                        | محاولة انقلاب        | تشاد                        | غير معروف                                                                               | الرئيس إدريس ديبي إتنو | قتل أربعة جنود على الأقل. اعتقال ضابطين ونائب. | [ 17 ] [ 18 ]               |
| انقلاب 2013 في مصر                                  | 3 يوليو                       | انقلاب               | مصر                         | الجنرال عبد الفتاح السيسي                                                               | الرئيس محمد مرسي | أطاح الانقلاب العسكري بالرئيس محمد مرسي وحكومته المنتخبة. مقتل أكثر من 1150 من الأنصار المؤيّدة للرئيس مرسي. | [ 19 ] [ 20 ] [ 21 ] [ 22 ] |
| محاولة انقلاب 2013 في ليبيا                         | 10 أكتوبر                     | محاولة انقلاب        | ليبيا                       | عبد المنعم الهور                                                                        | رئيس الوزراء علي زيدان | | [ 23 ]                      |
| محاولة الانقلاب في جمهورية الكونغو الديمقراطية 2013 | 30 ديسمبر                     | محاولة انقلاب        | جمهورية الكونغو الديمقراطية | بول جوزيف موكونجوبيلا                                                                   | الرئيس جوزيف كابيلا | | [ 24 ]                      |
| محاولات الانقلاب في ليبيا سنة 2014                  | 14 فبراير                     | محاولة انقلاب        | ليبيا                       | اللواء خليفة حفتر                                                                       | رئيس الورزاء علي زيدان | | [ 25 ]                      |
| محاولات الانقلاب في ليبيا سنة 2014                  | 18 مايو                       | محاولة انقلاب        | ليبيا                       | اللواء خليفة حفتر                                                                       | رئيس الوزراء عبد الله الثني | | [ 26 ]                      |
| الأزمة السياسية في ليسوتو 2014                      | 30 أغسطس                      | محاولة انقلاب        | ليسوتو                      | العقيد كينيدي تلاي كامولي ونائب رئيس الوزراء موثيتجوا ميتسينج                           | رئيس الوزراء توم ثابان | أدى الانقلاب الفاشل إلى انتخابات مبكرة. | [ 27 ]                      |
| محاولة الانقلاب في غامبيا 2014                      | 30 ديمسبر                     | محاولة انقلاب        | غامبيا                      | العقيد لمين سانيه                                                                       | الرئيس يحيى جامع | | [ 28 ] [ 29 ]               |
| محاولة انقلاب بوروندي 2015                          | 13 مايو                       | محاولة انقلاب        | بوروندي                     | الجنرال غودفروا نيومبار                                                                 | الرئيس بيير نكورونزيزا | تم القبض على ثلاثة من قادة الانقلاب بينما لا يزال نيومبار هارباً. | [ 30 ]                      |
| انقلاب بوركينا فاسو 2015                            | 17 سبتمبر                     | محاولة انقلاب        | بوركينا فاسو                | الجنرال جيلبرت ديندري                                                                   | الرئيس ميشيل كافاندو | فشل الانقلاب وحل فوج الأمن الرئاسي. | [ 31 ] [ 32 ] [ 33 ]        |
| محاولة الانقلاب في بوركينا فاسو 2016                | 8 أكتوبر                      | محاولة انقلاب        | بوركينا فاسو                | غاستون كوليبالي                                                                         | الرئيس روش مارك كريستيان كابوري | | [ 34 ] [ 35 ] [ 36 ]        |
| اشتباكات غرب ليبيا (2016–2018)                      | 14 أكتوبر – الآن              | لازالت مستمرة        | ليبيا                       | رئيس الوزراء خليفة الغويل (مزعوم)                                                       | رئيس الوزراء فايز السراج (مزعوم) | | [ 37 ]                      |
| الأزمة الدستورية الغامبية (2016-2017)               | 9 ديسمبر 2016 – 21 يناير 2017 | محاولة انقلاب        | غامبيا                      | حكومة غامبيا                                                                            | الرئيس يحيى جامع | تنازل الرئيس يحيى جامع عن مهامه الرئاسية لصالح بارو وغادر البلاد إلى المنفى في غينيا الاستوائية بعد يومين من انتهاء مهلة رئاسته. | [ 38 ]                      |
| انقلاب زيمبابوي 2017                                | 14 – 21 نوفمبر                | انقلاب               | زيمبابوي                    | قوات دفاع زيمبابوي تحت قيادة اللواء كونستانتينو تشيوينجا                                | الرئيس روبرت موغابي | بعد مشاهدة تحركات عسكرية وسماع دوي انفجارات في مناطق حكومية في شمال هراري، استولت قوات الدفاع الزيمبابوي على التلفزيون الحكومي، وصرّحت أن الرئيس موغابي محتجز لديها، لكنها نفت القيام بانقلاب. في 21 نوفمبر، انتهى الانقلاب باستقالة روبرت موغابي. | [ 39 ] [ 40 ]               |
| محاولة االانقلاب في غينيا الاستوائية 2017           | 27 – 28 ديسمبر 2017           | محاولة انقلاب        | غينيا الاستوائية            | غير معروف                                                                               | الرئيس تيودورو أوبيانغ | | [ 41 ] [ 42 ]               |
| محاولة الانقلاب في الغابون 2019                     | 7 يناير 2019                  | محاولة انقلاب        | الغابون                     | الملازم كيلي أوندو أوبيانغ                                                              | الرئيس علي بونغو أونديمبا | جنود غابون يستولون على محطة الإذاعة والتلفزيون الوطنية معلنين إنشاء مجلس وطني للإصلاح. وسرعان ما ألقت الحكومة الغابونية القبض على المتآمرين. | [ 43 ]                      |
| انقلاب 2019 في السودان                              | 10 أبريل 2019                 | انقلاب               | السودان                     | الملازم أحمد عوض بن عوف                                                                 | الرئيس عمر البشير | هاجم جنود سودانيون ، بقيادة النائب الأول السابق، القصر الرئاسي وأطاحوا بالرئيس وحكومته، مما أدى إلى تشكيل الحكومة الجديدة. | [ 44 ]                      |
| محاولة الانقلاب في إثيوبيا 2019                     | 22 يونيو 2019                 | محاولة انقلاب        | إثيوبيا                     | العميد الجنرال أسامينيو تسيج أسامينو تسيجي                                              | رئيس الوزراء آبي أحمد علي رئيس ولاية أمهرة أمباتشو مكونن ⚔ | بدأت المحاولة في 22 يونيو 2019، وانتهت في اليوم نفسه، بعد أن سيطر الجيش الإثيوبي على المنقلبين. كانت العملية قد بدأت في ولاية أمهرة الواقعة شمالي إثيوبيا، واستهدفت رئيس الولاية أمباتشو مكونن ومستشاره، حيث قُتلا إثر الهجوم العسكري، كما قُتِل رئيس أركان الجيش الإثيوبي سيري ميكونن، إثر إطلاق النار عليه من قِبل حارسه الشخصي. لم يتبيّن حجم القوات العسكرية المشاركة في الانقلاب، إلا أن رئيس الوزراء الإثيوبي آبي أحمد، كشف عن سيطرة حكومته على الأوضاع في الولاية، وأنها نُفّذت بقيادة مسؤول عسكري رفيع المستوى وآخرين داخل الجيش. وتشير المعلومات إلى أن أن لواءً في الجيش كان وراء محاولة الانقلاب. وكان التلفزيون الإثيوبي قد ذكر أن الجنرال أسامينو تسيجي رئيس جهاز الأمن في أمهرة، يقف وراء محاولة الانقلاب. | [ 45 ]                      |
| انقلاب مالي 2020                                    | 18-19 أغسطس 2020              | انقلاب               | مالي                        |                                                                                         | الرئيس إبراهيم أبو بكر كيتا رئيس الوزراء بوبو سيسي | احتجز الجنود كيتا وسيسي في باماكو في 18 أغسطس. | [ 46 ] [ 47 ]               |

### آسيا

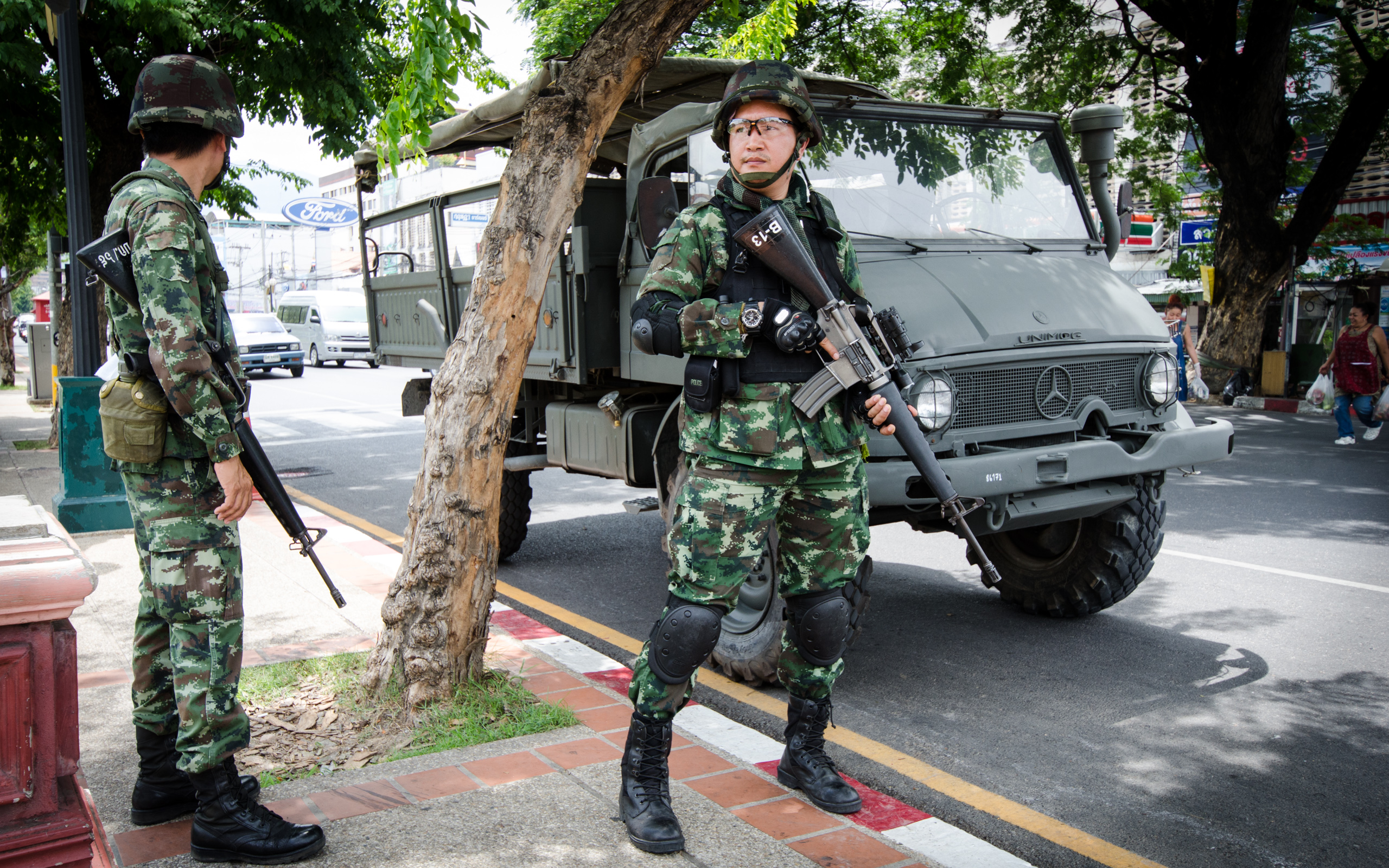
جنود تايلانديون عند بوابة تشانغ فويك في شيانغ.

| الحدث                            | التاريخ              | انقلاب/ محاولة انقلاب | البلد    | مُتزعّم(وا) الانقلاب        | رئيس الدولة/الحكومة                        | ملاحظات | المراجع       |
| -------------------------------- | -------------------- | --------------------- | -------- | ------------------------- | ------------------------------------------ | --- | ------------- |
| محاولة الانقلاب في بنغلاديش 2011 | ديسمبر               | محاولة انقلاب         | بنغلاديش | الرائد سيد ضياء الحق      | رئيسة الوزراء شيخة حسينة واجد              | | [ 48 ]        |
| انقلاب تايلاند 2014              | 22 مايو              | انقلاب                | تايلاند  | الجنرال برايوت تشان أوتشا | رئيس الوزراء نيواتهامرونج بونسونجبيسان     | احتجاجات تايلاند 2013-2014 والانقلاب العسكري اللاحق أطاح بالحكومة التايلاندية المنتخبة، وحل محله المجلس الوطني للسلام والحفاظ على النظام. | [ 49 ]        |
| استيلاء الحوثيين على السلطة      | 21 سبتمبر – 6 فبراير | انقلاب                | اليمن    | الحوثيون                  | الرئيس عبد ربه منصور هادي                  | أدى الانقلاب إلى الحرب الأهلية اليمنية (2015–الآن)                                                                                        | [ 50 ]        |
| محاولة الانقلاب في تركيا 2016    | 15 – 16 يوليو        | محاولة انقلاب         | تركيا    | مجلس السلام في الوطن      | الرئيس رجب طيب أردوغان؛ حكومة بن علي يلدرم | محاولة فاشلة لفصائل من مختلف أفرع القوات المسلحة للسيطرة على الحكومة.                                                                     | [ 51 ] [ 52 ] |
| معركة عدن 2018                   | 28 – 31 يناير 2018   | انقلاب                | اليمن    | المجلس الانتقالي الجنوبي  | الرئيس عبد ربه منصور هادي                  | | [ 53 ]        |

### أوروبا
| الحدث                           | التاريخ        | انقلاب/محاولة انقلاب | البلد        | مُتزعّم(وا)       | رئيس الدولة/الحكومة                                  | ملاحظات | المراجع |
| ------------------------------- | -------------- | -------------------- | ------------ | --------------- | ---------------------------------------------------- | ------- | ------- |
| محاولة الانقلاب في الجبل الأسود | 16 أكتوبر 2016 | محاولة انقلاب        | الجبل الأسود | المُوالون لروسيا | الرئيس فيليب فويانوفيتش رئيس الوزراء دوسكو ماركوفيتش |         | [ 54 ]  |

### أوقيانوسيا
| الحدث                                   | التاريخ  | انقلاب/محاولة انقلاب                      | البلد               | مُتزعّم(وا)         | رئيس الدولة/الحكومة     | ملاحظات | المراجع |
| --------------------------------------- | -------- | ----------------------------------------- | ------------------- | ----------------- | ----------------------- | ------- | ------- |
| تمرد قوات دفاع بابوا غينيا الجديدة 2012 | 26 يناير | تمرد صغير، وصفه البعض بأنه محاولة انقلاب. | بابوا غينيا الجديدة | العقيد ياورا ساسا | رئيس الوزراء بيتر أونيل |         | [ 55 ]  |

### أمريكا الجنوبية
| الحدث               | التاريخ   | انقلاب/محاولة انقلاب | البلد     | مُتزعّم(وا) | رئيس الدولة/الحكومة | ملاحظات | المراجع       |
| ------------------- | --------- | -------------------- | --------- | --------- | ------------------- | --- | ------------- |
| أزمة الإكوادور 2010 | 30 سبتمبر | محاولة الانقلاب      | الإكوادور | غير معروف | الرئيس رفاييل كوريا | تعرض الرئيس كوريا للهجوم، ثم حوصر مؤقتًا في مستشفى فيما وصفه الأمين العام لمنظمة الدول الأمريكية بـ"انقلاب في طور الإعداد". تم إنقاذه في وقت لاحق من قبل القوات الموالية. | [ 56 ] [ 57 ] |